# Pennisetia unicingulata
Pennisetia unicingulata is een vlinder uit de familie wespvlinders (Sesiidae), onderfamilie Tinthiinae.
Pennisetia unicingulata is voor het eerst wetenschappelijk beschreven door Arita & Gorbunov in 2001. De soort komt voor in het Oriëntaals gebied.